# 2897 Ole Romer
2897 Ole Romer је астероид главног астероидног појаса чија средња удаљеност од Сунца износи 2,247 астрономских јединица (АЈ).
Апсолутна магнитуда астероида је 13,4.